# Церковь Святого Августина (Фабриано)
Церковь Святого Августина (итал. Chiesa di Sant'Agostino di Fabriano) — римско-католическая церковь, расположенная в итальянском городе Фабриано и относящаяся к епархии Фабриано-Мателики; одна из старейших церквей города, возникшая как Санта-Мария-Нуова и получившая современное название после присоединения к августинскому монастырю; была основана Гуальтьеро ди Руджеро Чиавелли в 1216 году.